# Cees van Eijk
Cees van Eijk (Utrecht, 1958) is een Nederlands GroenLinks-politicus.
Van Eijk was in zijn tienerjaren al maatschappelijk actief in het katholieke jeugdwerk in Utrecht. Ook was hij actief voor de jongerenafdeling van de Politieke Partij Radikalen (PPR) en als fractiemedewerker bij de lokale PPR-fractie. Hij studeerde sociale geografie aan de Universiteit Utrecht. Hij werkte daarna als inspraakmedewerker bij de gemeente Alkmaar. Tussen 1987 en 1994 werkte hij voor de Nationale Commissie AIDS-bestrijding als secretaris voorlichting. Tussen 1990 en 1994 zat hij voor GroenLinks in de gemeenteraad van Utrecht. Vanaf 1993 was hij eigenaar-directeur van het communicatie- en onderzoeksbureau MCA communicatie, dat zich met name bezighoudt met de multiculturele samenleving. In 1997-98 zat hij tussentijds weer een jaar in de gemeenteraad.
Hij was tussen 2006 en 2009 wethouder voor welzijn (inclusief de WMO), cultuur en integratie in Utrecht. Daarnaast was hij wijkwethouder voor de binnenstad. Op 14 maart 2009 stapte Van Eijk samen met de andere GroenLinks-wethouder - Robert Giesberts - uit het college.
In 2011 stond hij op de achtste plek voor de kandidatenlijst van GroenLinks voor de Eerste Kamer.
In februari 2013 werd hij wethouder in Amersfoort, belast met sociale zekerheid & integratie, onderwijs, duurzaamheid, milieu en afval en dierenwelzijn. Hij was dit tot april 2014. Na de gemeenteraadsverkiezingen van 2018 werd hij opnieuw wethouder, nu verantwoordelijk voor werk en inkomen, jeugd en jeugdzorg, diversiteit en toegankelijkheid en regionale samenwerking.